# Вулиця Титарська (Черкаси)
Ву́лиця Титарська — вулиця у Придніпровському районі міста Черкас.

## Розташування
Починається від вулиці Сурікова, простягається на південь, закінчується тупиком.

## Опис
Вулиця вузька та не асфальтована.

## Походження назви
Вулиця була утворена в 1961 році. спочатку називалась Садовою, а пізніше перейменована на честь Германа Титова, радянського космонавта. З 22 грудня 2022 року рішенням № 34-43 Черкаської міської ради перейменована на Титарську.

## Будівлі
По вулиці розташовані лише приватні будинки.